# Arroyo Sarandí (Arroyo Porongos)
Der Arroyo Sarandí ist ein Fluss in Uruguay.
Er entspringt südsüdwestlich der Stadt Trinidad in der Cuchilla de Marincho. Von dort verläuft er auf dem Gebiet des Departamento Flores zunächst Trinidad westlich passierend und dabei die Ruta 3 unterführend in nördliche, dann in nordöstliche Richtung. Er mündet schließlich nordöstlich des Cerro Vichadero als linksseitiger Nebenfluss in den Arroyo Porongos.